# 哈佛 (麻薩諸塞州)
哈佛（英語：Harvard）是一個位於美國麻薩諸塞州烏斯特縣的鎮。

## 人口
根據2020年美國人口普查的數據，哈佛的面積為69.90平方千米，當中陸地面積為68.30平方千米，而水域面積為1.60平方千米。當地共有人口6851人，而人口密度為每平方千米98人。